# Høng
Høng es una localidad situada en el municipio de Kalundborg, en la región de Selandia (Dinamarca). Tiene una población estimada, a inicios de 2023, de 4359 habitantes.
Está ubicada al oeste de la isla de Selandia, junto a la costa del Kattegat, mar Báltico.